# Bucharzewo

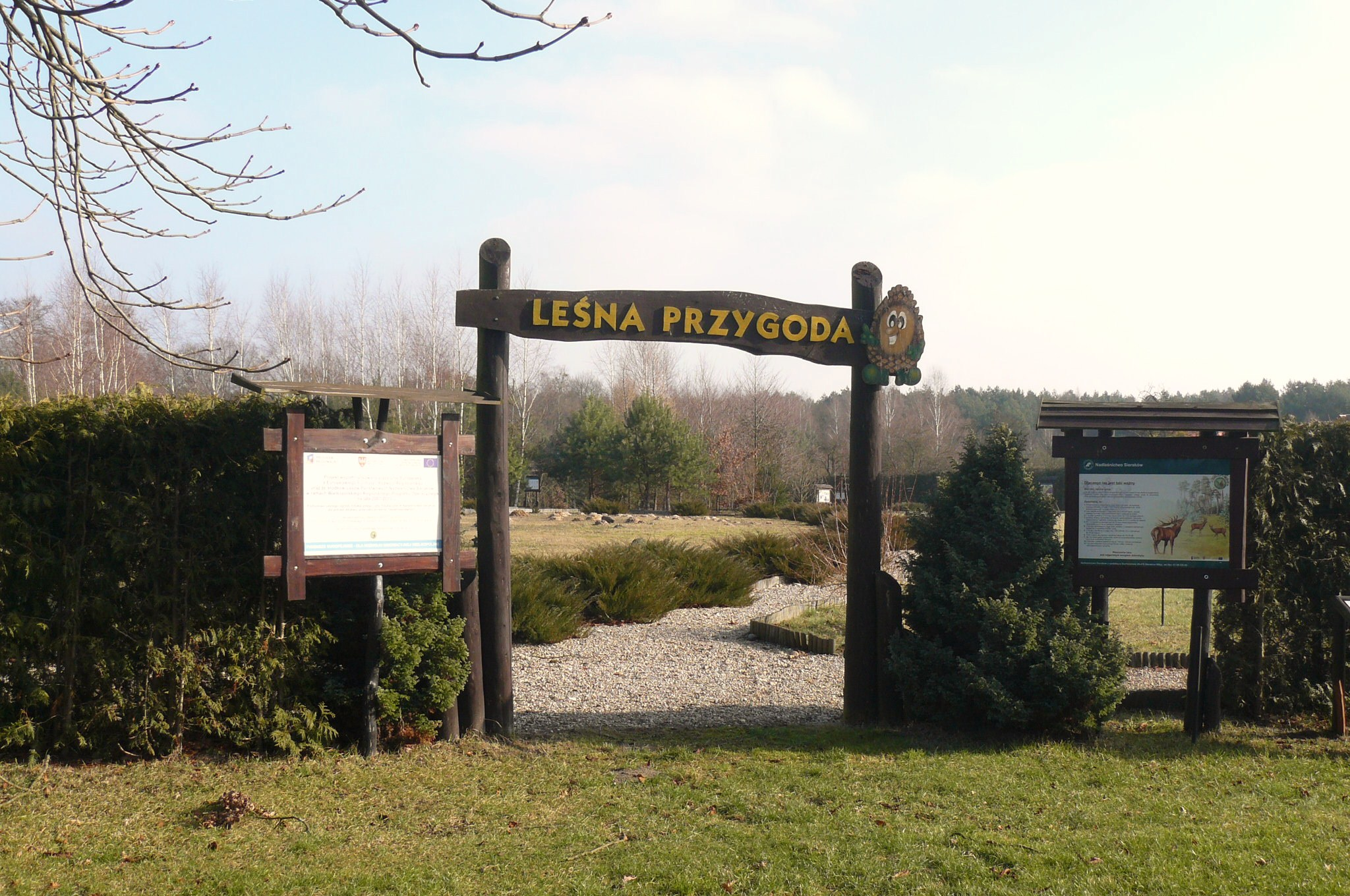
Leśny Ogród Edukacyjny

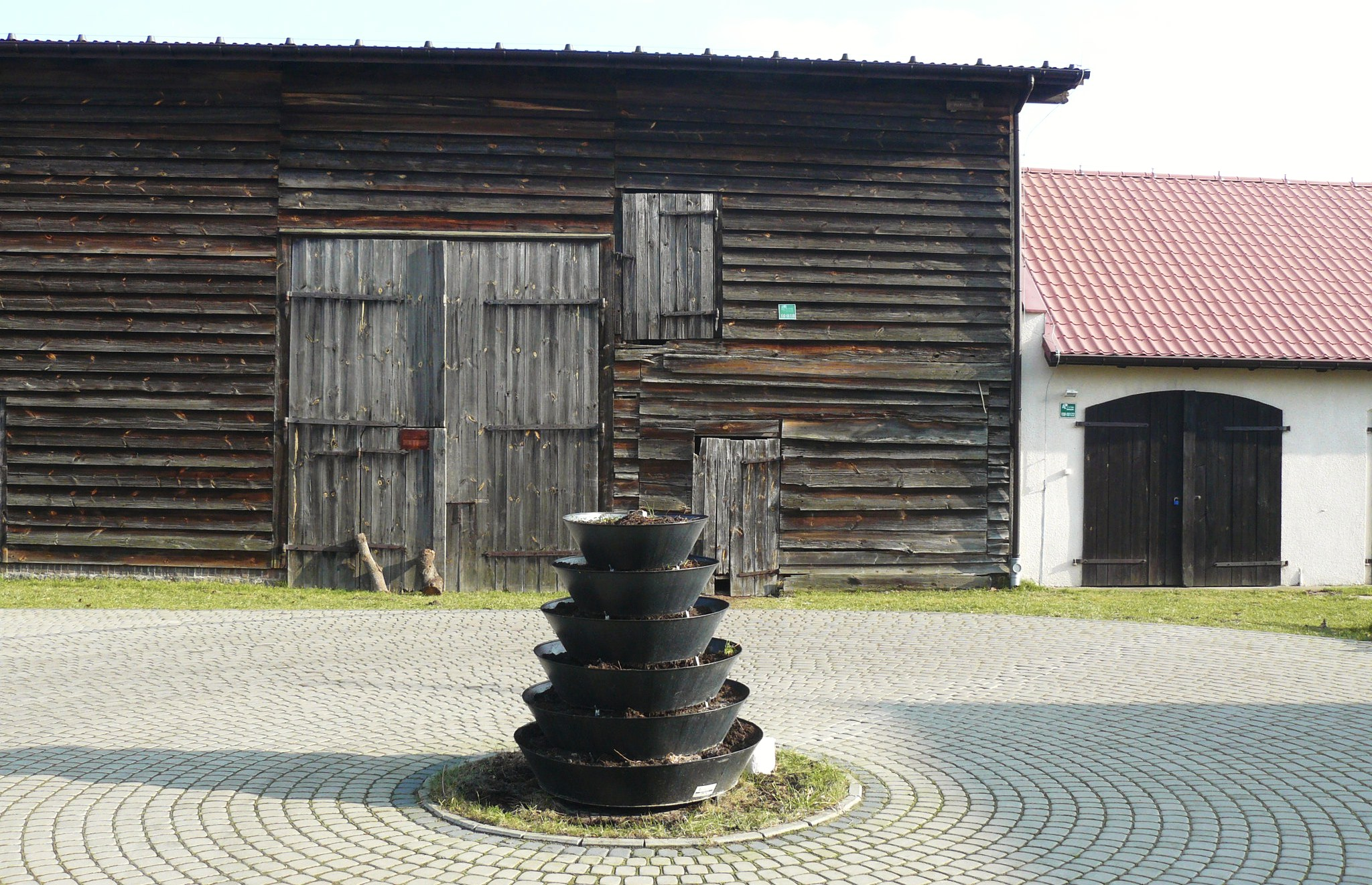
Stara architektura

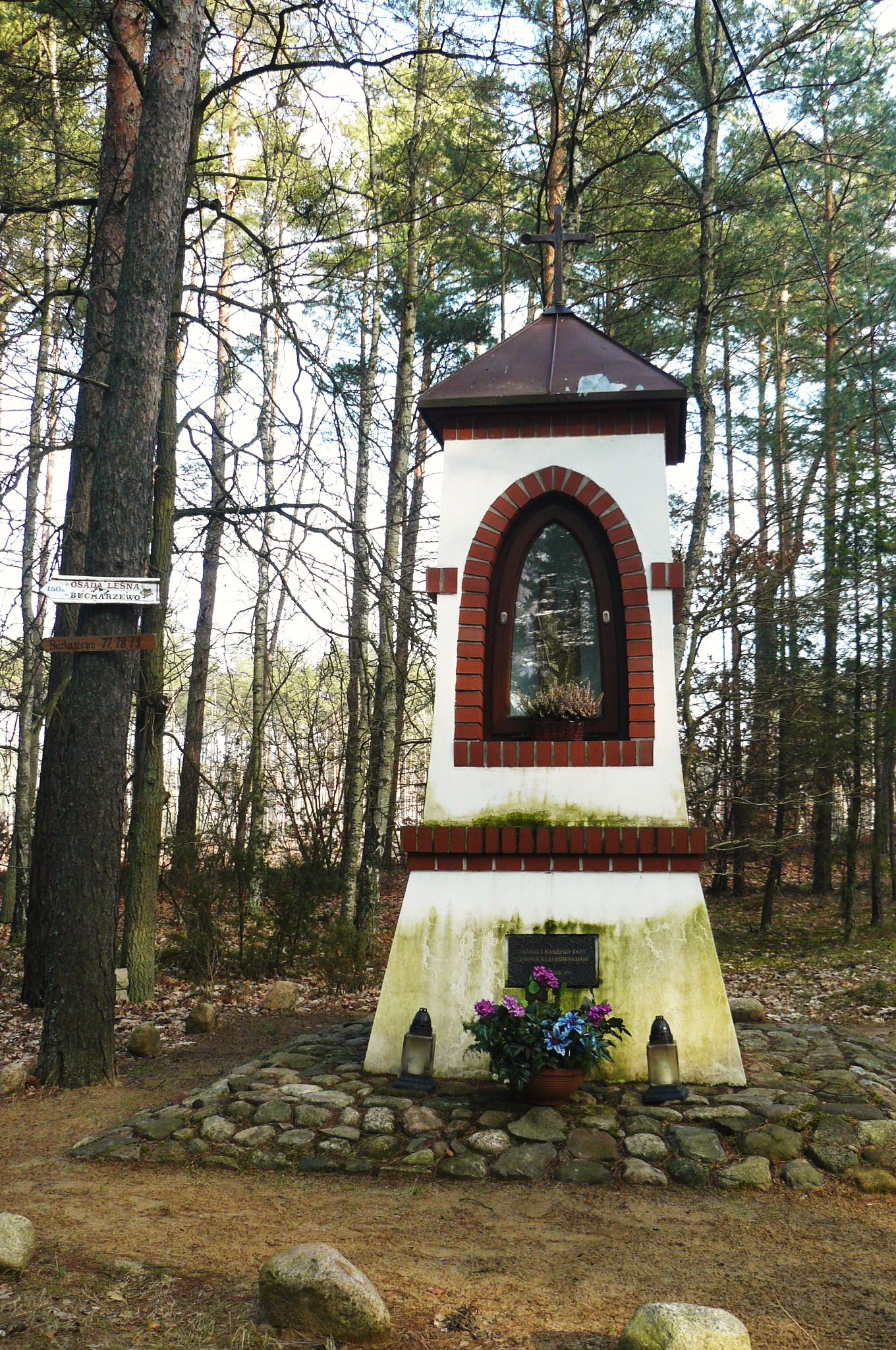
Kapliczka Zenona Klafkowskiego

Bucharzewo – wieś w Polsce, położona w województwie wielkopolskim, w powiecie międzychodzkim, w gminie Sieraków.
W latach 1975–1998 wieś administracyjnie należała do województwa poznańskiego.
Wieś rozrzucona jest nad Wartą, na nadrzecznych enklawach Puszczy Noteckiej, około 7 km na wschód, od gminnego Sierakowa.
| przysiółki  | Bukowiec, Dębowiec (do 2024), Marianowo (do 2024) |
| osady leśne | Błoto (do 2024), Borowy Młyn, Cegliniec, Czapliniec (do 2024), Gospódka (do 2024), Jeleniec (do 2024), Jeziorno (do 2024), Kukułka (do 2024), Lichwin (do 2024), Pławiska (do 2024) |

## Historia
Obecne Bucharzewo to teren dwóch dawnych wsi olęderskich:
- Bukowiec – powstały w 1691 roku[6],
- Bucharzewo – istniejące od 1722 roku[6]

Wsie powstały dla karczunku nadrzecznych zarośli i zagospodarowania terenów. Ta pierwsza wieś była założona na miejscu starszej, opustoszałej, wymienianej w 1450 jako Villa Bukovyecz, a będącej własnością Jakuba z Sierakowa.
W okresie Wielkiego Księstwa Poznańskiego (1815-1848) miejscowość należała do wsi mniejszych w ówczesnym pruskim powiecie Międzyrzecz w rejencji poznańskiej. Bucharzewo należało do okręgu sierakowskiego tego powiatu i stanowiło część majątku Sieraków, którego właścicielem był wówczas rząd pruski w Berlinie. Według spisu urzędowego z 1837 roku wieś liczyła 40 mieszkańców, którzy zamieszkiwali 5 dymów (domostw).

## Podział sołectwa
W skład wsi wchodzą 3 osady leśne (wraz z leśniczówkami):
1. Jeziorno nad jeziorem Kubek
2. Lichwin nad Jeziorem Lichwińskim
3. Jeleniec nad jeziorem Kubek.

We wschodniej części wsi Bucharzewo na trasie niebieskiego szlaku rowerowego  znajduje się jej przysiółek, Bukowiec (inaczej nazywany Bukowcami).

## Turystyka
Wieś jest bardzo popularną miejscowością wypoczynkową.
To właśnie z powodu atrakcyjnego położenia, przez Bucharzewo przechodzi aż 5 różnych szlaków turystycznych:

### Szlaki rowerowe
- Wojewódzki „Nadwarciański Szlak Rowerowy” (NSR; Międzychód → Poznań): Międzychód → Zatom Nowy → Sieraków: Piaski → Bucharzewo → Wronki → Oborniki → Poznań (ok. 120 km)

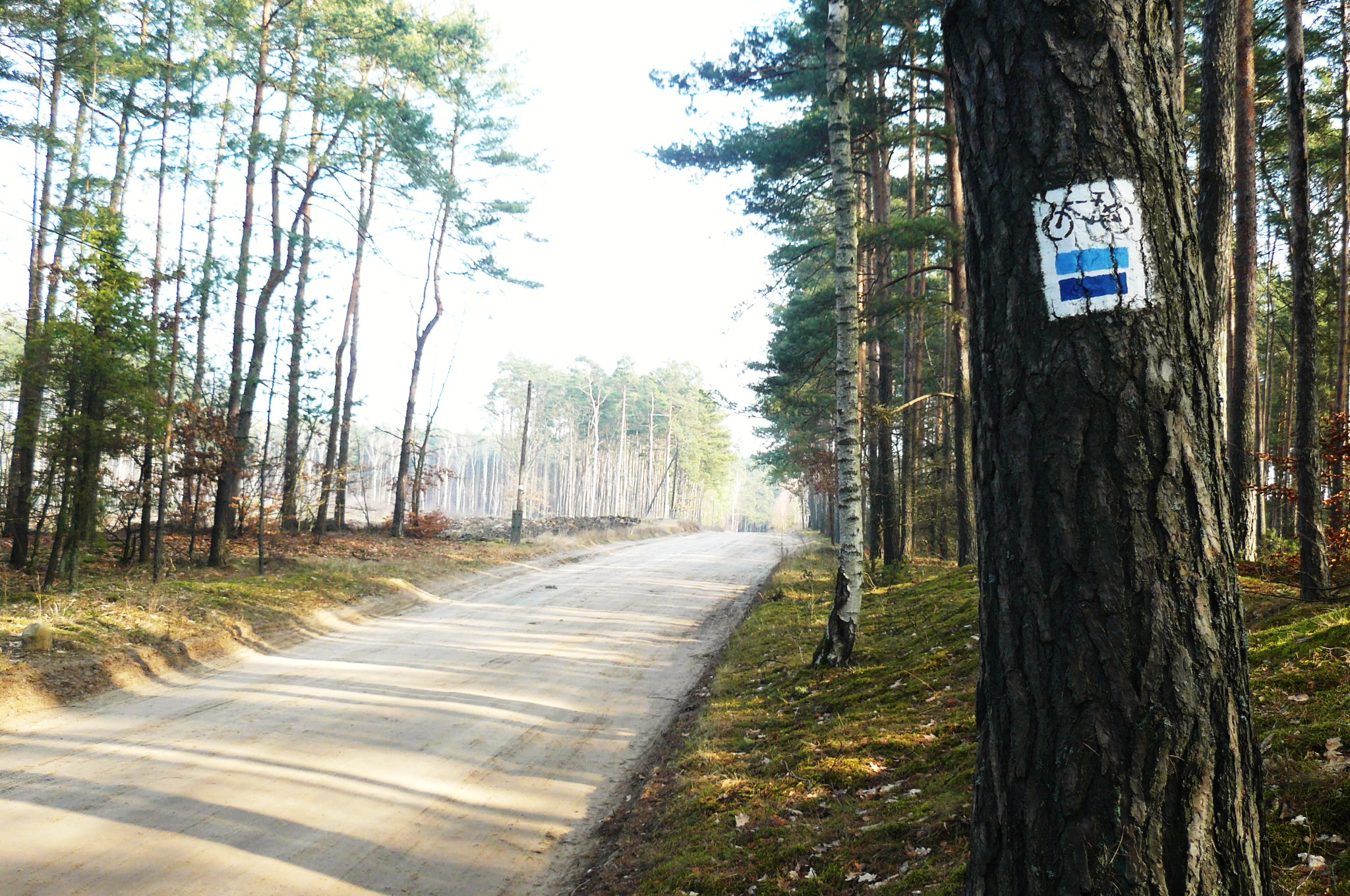

- Sierakowska Sieć Szlaków Rowerowych- sz.czerwony: przez Puszczę Notecką, m.in. Bucharzewo: Bukowce → Jeziorno (województwo wielkopolskie) → Lichwin do Jaroszewa (44 km)
- Sierakowska Sieć Szlaków Rowerowych- sz.niebieski: Bucharzewo → Sieraków →  „SSJ” R8 (18 km).

### Szlaki piesze
- „Sierakowski” szlak pieszy PTTK: szlak czerwony: Sieraków → Rezerwat przyrody Buki nad Jeziorem Lutomskim → punkt widokowy „Góra Głazów” → Kurnatowice (gm. Kwilcz) → Prusim (gm. Kwilcz) → Zatom Stary (gm. Międzychód)  → prom na Warcie → Zatom Nowy (gm. Międzychód) → Kukułka- jez. Lichwin → Jezioro Bucharzewskie → Chojno →Mokrz
- „Międzychodzki” szlak pieszy PTTK: szlak niebieski: Gorzycko → Międzychód → Bielsko → Ławica → Góra → Sieraków → przez Wartę → Bucharzewo → Kobusz → Miały

### Leśny Ogród Edukacyjny
Przy siedzibie Nadleśnictwa Sieraków funkcjonuje od 19 czerwca 2009 integracyjny Leśny Ogród Edukacyjny. Celem jego działalności jest zapoznanie dzieci i młodzieży z szeroko pojętą gospodarką leśną. Ogród i izbę dydaktyczną dostosowano do potrzeb osób niewidomych, niesłyszących oraz upośledzonych ruchowo i umysłowo. W ogrodzie o powierzchni 1,97 ha rozplanowano alejki, stanowiska tematyczne (np. ochrona przeciwpożarowa, flora, fauna, łowiectwo, rodzaje lasu i inne).

## Demografia
Według danych Urzędu Gminy w Sierakowie, na dzień 1 października 2012 r. sołectwo Bucharzewo zamieszkiwało 125 osób. Powierzchnia sołectwa wynosi 28,17 km², co daje średnią gęstość zaludnienia rzędu 4,4 os. na km² w 2012 r. Obręby sołectwa zajmują drugą pod względem wielkości areału lokatę w gminie Sieraków.
| rok     | 1970 | 1978 | 1998 | 1999 | 2010 | 2012 |
| ------- | ---- | ---- | ---- | ---- | ---- | ---- |
| ludność | 136  | 84   | 110  | 109  | 124  | 125  |

### Ludność w częściach sołectwa
| Rok  | Bucharzewo | %     | Jeziorno | %     | Lichwin | %    | Jeleniec | %    | Sołectwo |
| ---- | ---------- | ----- | -------- | ----- | ------- | ---- | -------- | ---- | -------- |
| 1998 | 81         | 73,7% | 15       | 13,6% | 10      | 9,1% | 4        | 3,6% | 110      |
| 1999 | 80         | 73,4% | 16       | 14,7% | 9       | 8,2% | 4        | 3,7% | 109      |